# 암석해안

암석해안 구조

암석해안(巖石海岸, 영어: Cliffed coast)은 산지나 구릉 또는 대지가 바다까지 직접 다가선 형태를 이루며 암석이 노출되어 있는 해안이다. 일반적으로 바다는 깊고 파도의 침식력이 크기 때문에 해안선은 후퇴하기 쉽지만 단단한 암석 부분은 반도 모양으로 남는다. 그러나 최종적으로는 파도의 침식으로 암석 부분도 후퇴하여 직선 모양의 해안이 형성된다.